# Marco Gozzi

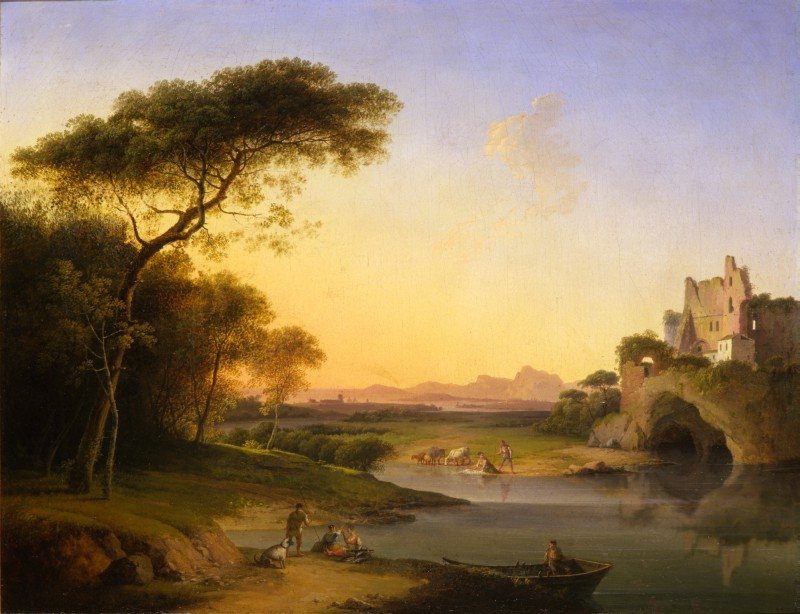
Paesaggio con figure in riva al fiume Adda, 1810 ca. (Collections d'Art de la Fondazione Cariplo)

Marco Gozzi, né vers 1759 à San Giovanni Bianco dans le Val Bembrana, Province de Bergame et mort en 1839 à Milan, est un peintre italien de paysage.

## Biographie
Marco Gozzi naît vers 1759 à San Giovanni Bianco.
Probablement formé sous la direction du peintre Corneo, Marco Gozzi a d'abord travaillé dans un large éventail de domaines tels que le portrait, les sujets religieux et les fresques décoratives exécutées selon la tradition vénitienne, alors encore prédominante dans la région de Bergame.
Il n'y a aucune trace de son activité de peintre paysagiste jusqu'en 1807, date à laquelle il a signé un contrat avec le comte De Breme, alors ministre de l'Intérieur du royaume d'Italie, pour l'exécution de quatre vues de la Lombardie par an en échange d'une pension du gouvernement. Sa peinture était transitoire : il cherchait toujours à représenter un paysage arcadien imaginaire et romantique et n'avait pas encore tenté de faire des représentations topographiques du paysage rustique.
Même dans les années 1860, Locatelli devait noter cet attachement réactionnaire au style des siècles précédents ; il considérait Gozzi comme le « dernier rejeton de la grande école idéaliste de Poussin et de Lorraine, maintenant affaissée et épuisée ».
Le contrat ministériel pour la peinture a été renouvelé en 1812 et sa participation régulière aux expositions annuelles de Brera a commencé l'année suivante. Bien qu'il n'ait jamais occupé la chaire de paysage à l'Académie de Brera, il a été élu membre honoraire en 1829 et qualifié de peintre paysagiste en 1832.